# Hirsch und Saupark Daun
Herten- en zwijnenpark Daun (Hirsch- und Saupark), tegenwoordig Wild- & Avonturenpark Daun (Wild- & Erlebnispark) is een wildpark bij Daun in de Duitse Vulkaaneifel. Bezoekers leggen in hun eigen auto een route van 8 km af door een afwisselend terrein waarin naast groepen edelherten en wilde zwijnen ook damherten, moeflons, jaks, przewalskipaarden en lama's – soms van zeer nabij - te bewonderen zijn. 
In het park bevindt zich de "Apenkloof" (Affenschlucht), een omheind terrein van ca. 6 ha waar een kolonie berberapen leeft. De bezoeker wandelt over een pad van 800 meter door het leefgebied van de apen en is daarbij niet door hekken of greppels van de dieren gescheiden. De apen leven het gehele jaar door in hun natuurlijk groepsverband in de open lucht.
Een valkenierster geeft dagelijks enkele vrije vluchtdemonstraties met onder andere een oehoe en een sakervalk.
In de onmiddellijke nabijheid van het park bevindt zich een 800 m lange zomerrodelbaan. 